# Ginori

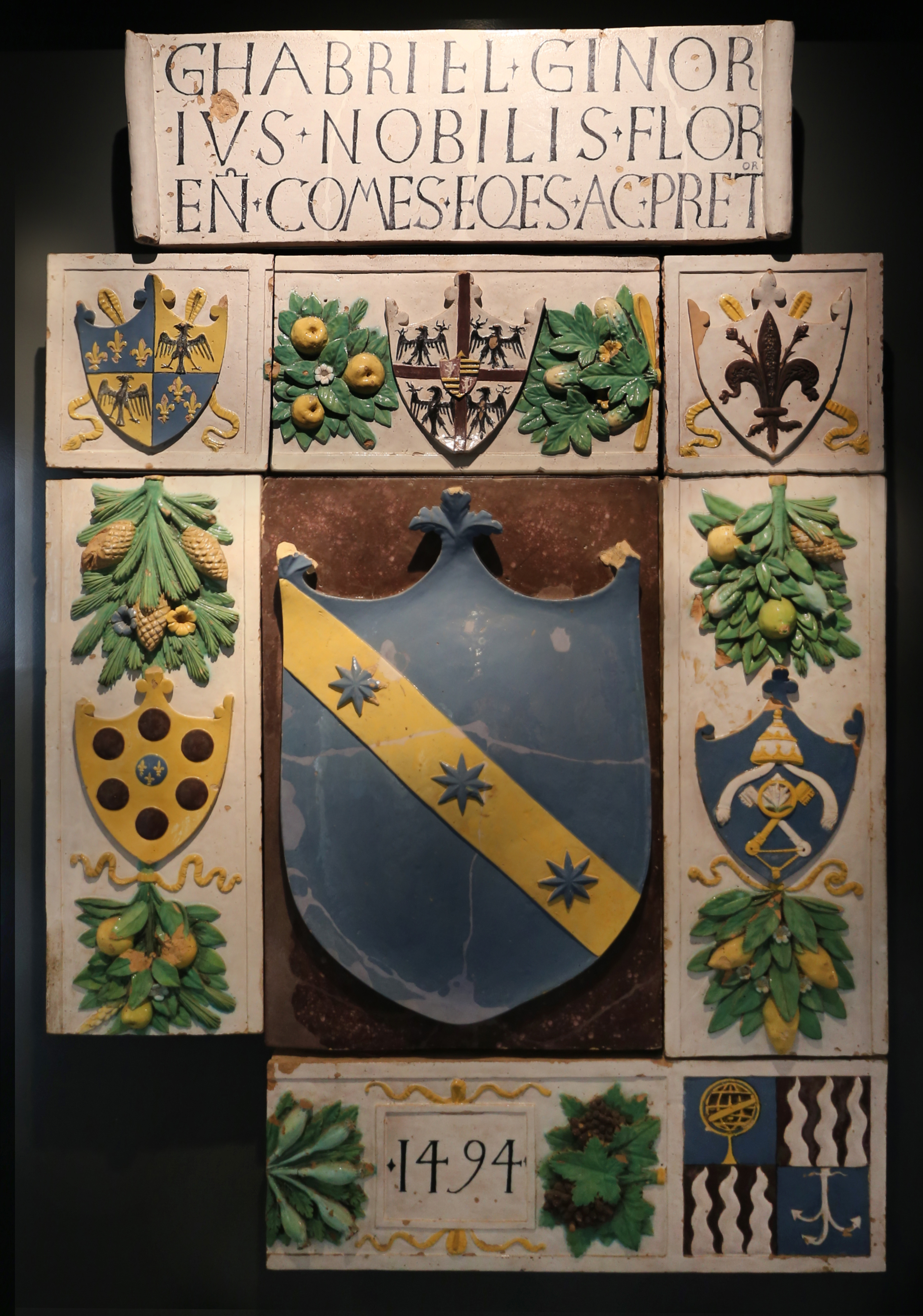
Stemma di Casa Ginori realizzato da Benedetto Buglioni nel 1494, Palazzo del Podestà, Mantova

La Casata dei Ginori è un'antica famiglia nobiliare di Firenze, tuttora esistente.

## Storia

### Origini
La famiglia era originaria del contado di Calenzano e si inurbò a Firenze con il notaio ser Giovanni Ginori, andando ad abitare nella zona di San Lorenzo, dove nascerà il loro principale palazzo, che ancora oggi dà il nome a via de' Ginori.
I Ginori furono mercanti ed ebbero banchi in proprio che prestavano denaro in tutta Europa tramite varie filiali. Non mancarono le cariche politiche e nel secolo XV Gino di Giovanni venne eletto priore.

### Ascesa

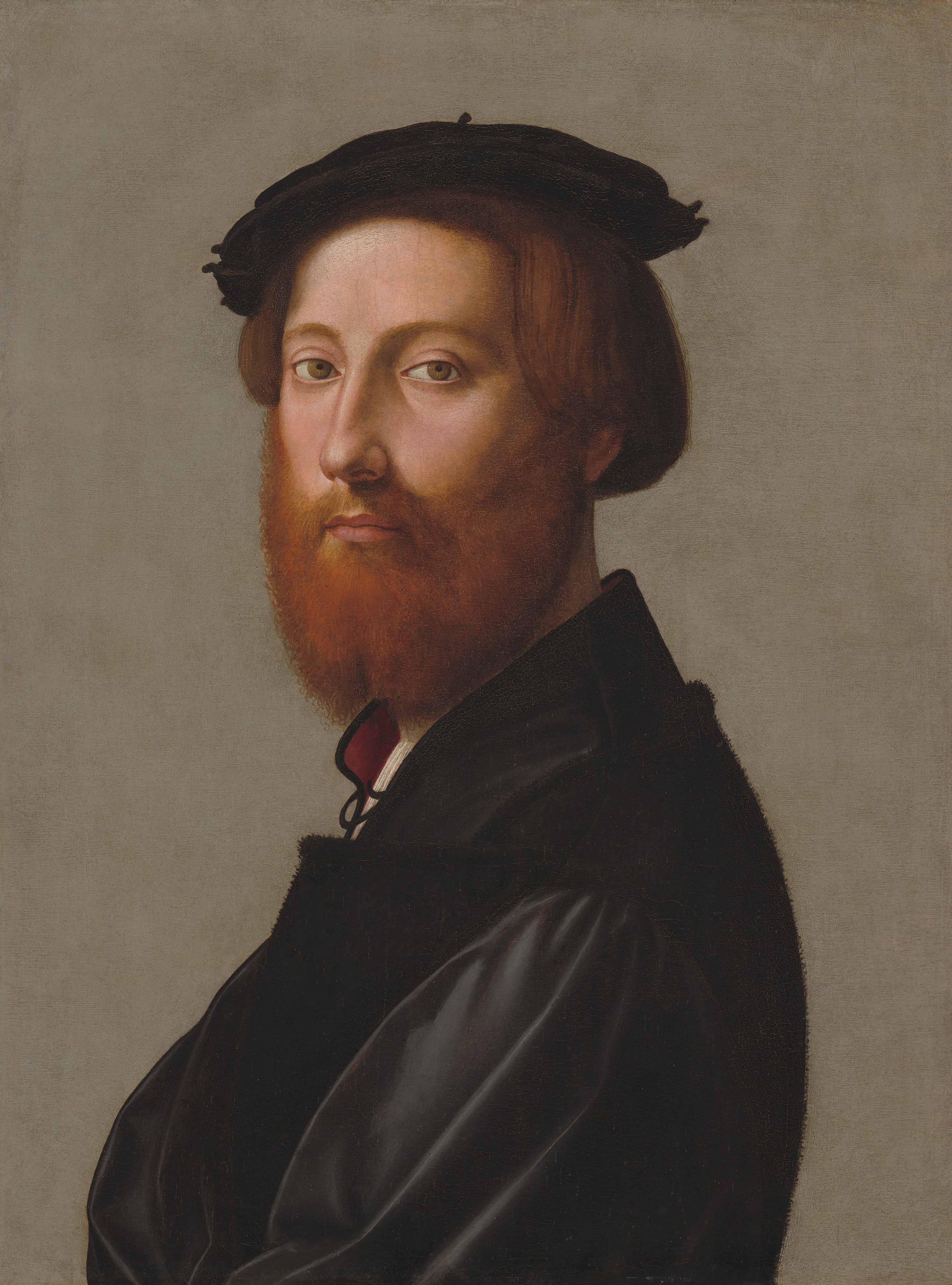
Leonardo Ginori ritratto da Giuliano Bugiardini (National Gallery di Washington)

Gabriello di Piero (nato nel marzo 1450) fu il primo ad ottenere un titolo nobiliare, divenendo prima consigliere di Ludovico il Moro e poi conte palatino da Massimiliano I d'Asburgo. Durante la presa di potere dei Medici i Ginori ne furono alleati, seppure tenendone le distanze. Più importanza assunse la famiglia durante il Ducato, prima, e il Granducato poi.
I figli di Pietro Ginori, sposato a Maddalena Strozzi, divisero il casato in due rami: Gino, che tenne il titolo comitale e fu il capostipite dei Ginori Conti, e Leonardo, che fu il capostipite dei Ginori Lisci e che in seguito ottenne il titolo di marchese. Leonardo Ginori era sposato a Caterina Soderini, la donna che fu usata come esca da Lorenzino de' Medici (figlio di sua sorella Maria) nell'agguato dove perse la vita Alessandro de' Medici.
Carlo di Leonardo fu priore nel 1513 e Gonfaloniere di Giustizia nel 1527, oltre che mecenate. Nella seconda metà del Cinquecento i Ginori ingrandirono il palazzo di famiglia, scambiando una proprietà con lo scultore Bartolomeo Ammannati. Pure figlio di Leonardo e fratello quindi di Carlo fu il condottiero Bartolommeo Ginori, di imponente costituzione fisica, che pare fece da modello al Giambologna per il Ratto delle Sabine.

### Manifattura di porcellane di Doccia

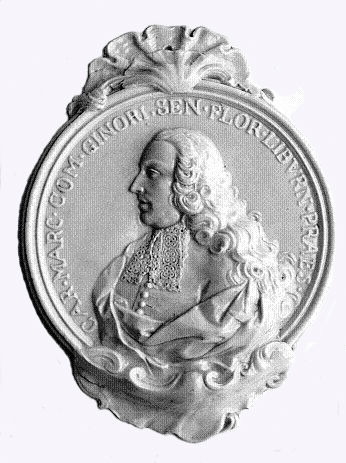
Medaglione in porcellana con il ritratto del marchese Carlo Ginori
Manifattura di Doccia, 1745 circa, Museo Richard-Ginori della manifattura di Doccia

Nel XVIII secolo il marchese Carlo Ginori fu un importante uomo politico nella delicata fase di transizione che vide il passaggio del potere in Toscana dai Medici ai Lorena, oltre che un vulcanico imprenditore, noto soprattutto per aver fondato nel 1735 la Manifattura di porcellane di Doccia nella tenuta della sua villa presso Sesto Fiorentino. Nel 1738 ottenne il titolo di marchese in premio ai suoi servigi ed alla sua attività imprenditoriale. Suo figlio Lorenzo continuò l'opera del padre, curando la manifattura di porcellane (dal 1758 al 1791) e portandola ad essere una delle più importanti e rinomate d'Europa, con una qualità artistica che poteva rivaleggiare con Meißen e Vienna. Seguirono alla direzione Carlo Leopoldo Ginori (1792-1837), Lorenzo Ginori (1838-1878) e Carlo Benedetto Ginori (1879-1896), che fuse la società con la Richard di Milano dando origine alla Richard-Ginori.
Nel XIX secolo lavorò per la manifattura Ginori il fratello di Carlo Lorenzini (detto Collodi, l'autore di Pinocchio), Paolo, che ebbe prima la posizione di segretario e poi di "ministro", ossia direttore generale. Paolo e Carlo abitarono nel palazzo Ginori di via de' Rondinelli, come ricorda una targa sulla facciata dell'edificio. 

### XIX e XX secolo

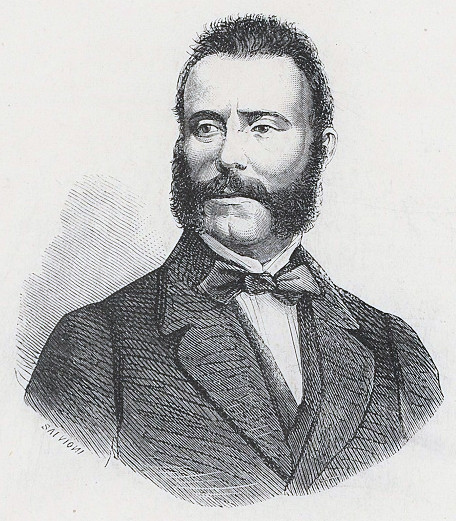
Il senatore Lorenzo Ginori Lisci, sindaco di Firenze, nel 1861

Importanti uomini politici furono i senatori Piero Ginori Conti e Lorenzo Ginori Lisci, quest'ultimo anche sindaco di Firenze.
Nel XX secolo fu un importante letterato e storico dell'arte Leonardo Ginori Lisci.

## Armoriale

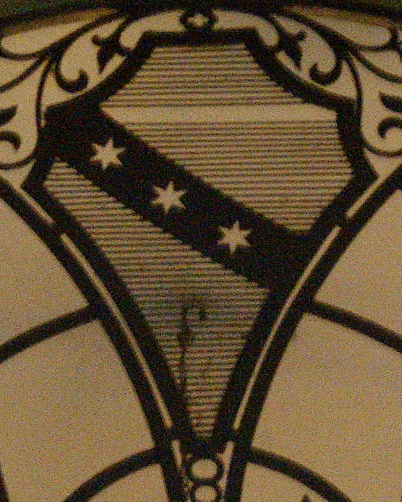
Il blasone del Casato Ginori sulla cancellata di palazzo Taddei-Ginori

Lo stemma Ginori ha tre stelle azzurre su banda d'oro in campo azzurro. Nel 1442 Antonio di Giuliano vi aggiunse un giglio d'oro nel capo in quanto priore per concessione di Renato d'Angiò, che venne mantenuto da molti suoi discendenti.
La famiglia ha due motti, che alludono alle tre stelle. Uno è "Omne trinum perfectum" (tutto ciò che è trino è perfetto) e l'altro è "Pulchrius lumine trino?" (Cos'è più bello della triplice luce?).